# I (Ofenbach)
I è il primo album in studio del duo musicale francese Ofenbach, pubblicato 4 novembre 2022 dalle etichette Ofenbach Music, Warner ed Elektra.

## Descrizione
Il progetto discografico si compone di dodici tracce, scritte dallo stesso duo musicale con la collaborazione di diversi autori e produttori, tra cui Dominic Lyttle, R3hab, Yaro, Quarterhead, Jen Jis, Captain Cuts e Ryan McMahon.

## Tracce
1. Love Me Now (feat. Fast Boy) – 2:32 (César Laurent de Rummel, Dorian Lauduique, Dominic Lyttle, Felix Hain, Lucas Hain)
2. I Ain't Got No Worries (con R3hab) – 2:26 (César Laurent de Rummel, Dorian Lauduique, Fadil El Ghoul, Linnea Södahl, Kiddo, Yaroslav Polikarpov)
3. You Should Be With Me – 2:28 (César Laurent de Rummel, Dorian Lauduique, Andrew Bullimore, Kiddo, Yaroslav Polikarpov)
4. Head Shoulders Knees & Toes (feat. Norma Jean Martine) (con i Quarterhead) – 2:36 (César Laurent de Rummel, Dorian Lauduique, Norma Jean Martine, Janik Riegert, Josh Tapen, Tim Deal)
5. Private (feat. Sam Gray) – 2:19 (César Laurent de Rummel, Dorian Lauduique, Janik Riegert, Josh Tapen)
6. Wasted Love (feat. Lagique) – 2:19 (César Laurent de Rummel, Dorian Lauduique, Haris Alagic, Jihad Rahmouni, Sophia Ayana)
7. Nobody Else (con i Quarterhead) – 2:21 (César Laurent de Rummel, Dorian Lauduique, Amber Van Day, Janik Riegert, Josh Tapen)
8. 4U – 2:29 (César Laurent de Rummel, Dorian Lauduique, Alida Garpestad Peck, Ben Berger, James "Boy" Matthews, Ryan Rabin)
9. Overthinking – 2:23 (César Laurent de Rummel, Dorian Lauduique, Dayo Olatunji, Dominic Lyttle, Janée Bennett)
10. Hurricane (con Ella Henderson) – 2:27 (César Laurent de Rummel, Dorian Lauduique, Marc Buhr, Janik Riegert, Josh Tapen)
11. Remember My Love (feat. Tia Tia) – 2:14 (César Laurent de Rummel, Dorian Lauduique, Ryan McMahon, Tia Scola)
12. What's Going On (feat. Lucky Lou) – 2:14 (César Laurent de Rummel, Dorian Lauduique, César Laurent de Rummel, Danny Shah, Dominic Lyttle, Louise Lindberg)

## Classifiche
| Classifica (2022) | Posizione massima |
| ----------------- | ----------------- |
| Francia           | 61                |
| Belgio (Vallonia) | 140               |
| Svizzera          | 93                |